# Amphicyon major
Az Amphicyon major az emlősök (Mammalia) osztályának ragadozók (Carnivora) rendjébe, ezen belül a fosszilis medvekutyafélék (Amphicyonidae) családjába és az Amphicyoninae alcsaládjába tartozó faj.
Az Amphicyon emlősnem típusfaja.

## Tudnivalók

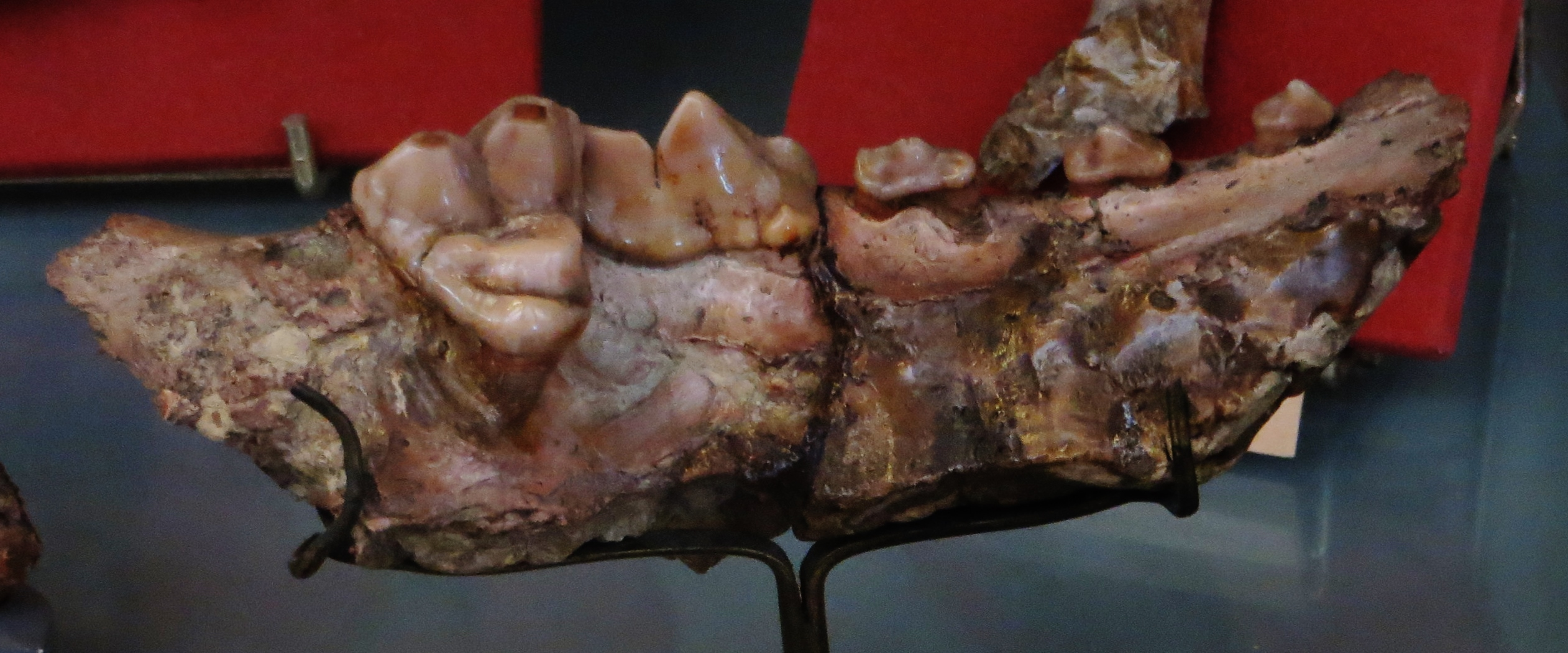
Az állat állkapocscsontja

Ennek az emlősállatnak a kövületeit több európai országban is megtalálták (például Spanyolországban, Franciaországban, Németországban, Lengyelországban, Angliában és Törökország nyugati - európai - részén). Az állat a középső miocén korszakban élt, 16,9-9 millió évvel ezelőtt. Az első kövületek egy spanyolországi lelőhelyről, a katalóniai La Seu d'Urgellből származnak. Ezeket 1908-ban, Fernán Paget helybéli farmer találta meg. Az ember, a maradványokat (egy combcsont, a koponya egy része, állkapocs és csigolyák) Luis Cañedónak küldte, aki tanulmányozta és rendszerezte őket. Az Amphicyon major Európa középnyugati részén élt, mérsékelt övi, félerdős területen. Kihalásának okát, mint a többi medvekutyafélék esetében, még nem tudják pontosan. Egyik ok a kontinensek mozgása, amely megváltoztatta az éghajlatot, és az állat nem tudott elég gyorsan alkalmazkodni. A másik feltételezés szerint, az új ragadozók (például macskafélék, kutyafélék), amelyek jobban alkalmazkodtak az új ökoszisztémákhoz, kiszorították az Amphicyon majort és rokonait.

## Megjelenése
Az Amphicyon majornak sokféle vonása van, amely hasonlít a mai ragadozókéhoz: hosszú macskaszerű hát és farok, széles medveszerű talp, amelyen nem visszahúzható karmok ültek, és kutyaszerű koponya, amelyben számos fog volt. Az állat hatalmas volt; a hímek testtömege körülbelül 180 kilogramm lehetett. Lehet, hogy aktív vadász volt; inkább lesből támadhatott áldozataira, mintsem üldözte őket. A hímek testhossza 150 centiméter, a nőstényeké körülbelül 135 centiméter lehetett.